# Мажитов Ніяз Абдулхакович
Нія́з Абдулха́кович Мажи́тов (башк. Нияз Абдулхаҡ улы Мәжитов; нар. 20 серпня 1933, Тугай — пом. 11 жовтня 2015, Уфа) — радянський, російський і башкирський археолог, доктор історичних наук, професор, академік Академії наук Республіки Башкортостан, Заслужений діяч науки РБ. Кавалер Ордена Салавата Юлаєва.

## Біографія
Народився 20 серпня 1933 року в селі Тугай тодішнього Красноусольського району БАРСР (нині Гафурійського району Республіки Башкортостан). Батько — сільський учитель, мати — селянка. Навчався у Башкирській республіканській школі-інтернаті (нині Республіканська гімназія-інтернат №1 ім. Рамі Гаріпова).
1956 року закінчив Пермський державний університет. 1963 року захистив кандидатську, а в 1988 — докторську дисертацію зі спеціальності «Археологія».
Із 1956 року працював в Інституті історії, мови і літератури Башкирської філії АН СРСР спочатку молодшим, із 1964 — старшим науковим співробітником, а з 1968 — завідувачем сектору археології та етнографії. З 1978 працював у БДУ, де у 1991-2000 роках завідував кафедрою археології, стародавньої та середньовічної історії. З 1979 — доцент, з 1989 — доктор історичних наук, з 1990 — професор. З 2006 року — віце-президент Академії наук РБ та одночасно академік-секретар її Відділення соціальних і гуманітарних наук, з 2011 — заступник директора з наукової роботи Республіканського історико-культурного музею-заповідника «Стародавня Уфа».
Наукова діяльність присвячена вивченню археологічних культур і пам'яток залізної доби та середньовіччя Південного Уралу, опрацюванню питань етногенезу башкирів. Він досліджував розвиток етнічних процесів на території Башкортостану у той період і виявив спадкоємний зв'язок башкирів зі стародавнім і середньовічним населенням краю (бахмутинська, турбаслінська і кушнаренковська археологічні культури). 
Як археолог відкрив і обстежував масові археологічні пам'ятки середньовіччя Південного Уралу. Вніс вклад у розробку класифікації та періодизації пам'яток залізного доби Урало-Поволжя, етнокультурної та соціально-економічної історії народів степової Євразії, включаючи і башкирів. Був учасником археологічних експедицій з 1957 по 2006 рік як науковий співробітник і начальник загону. Основні досліджені в експедиціях пам'ятки: Бірський могильник (Бірський район), Турбаслинські кургани (Уфа), городище Уфа-II (Уфа), причому у випадку з останньою був ініціатором і організатором її дослідження (як гадають, городище Уфа-II було середньовічним містом Башкорт, відомим за писемними джерелами IV-XVI століть).

## Громадсько-політична діяльність
На 1-му Світовому курултаї башкирів (червень 1995) обраний Головою його виконкому. Був головою Світового курултаю башкирів до 2002 року, головою ради Асамблеї народів Башкортостану з 2000 до 2009, членом Громадської ради при Президентові Республіки Башкортостан (2003-2005).

## Основні праці
Автор понад 400 наукових праць, близько 300 наукових публікацій, у тому числі 12 монографій. Основні праці такі:
- Бахмутинская культура. Этническая история населения Северной Башкирии середины І тысячелетия нашей эры. М., 1968;
- Тайны древнего Урала. Уфа, 1973;
- Южный Урал в VII—XIV вв. М., 1977;
- Курганы Южного Урала в VIII—XII вв. М., 1981.
- Южный Урал в VII—XIV вв. М.: Наука, 1977.
- Курганы Южного Урала в VIII—XII вв. М.: Наука, 1981.
- Археология СССР. Степи Евразии в эпоху средневековья. М.: Наука, 1981 (соавтор).
- История Башкортостана с древнейших времен до XVI в. Уфа, Китап, 1994. (в соавторстве с А. Н. Султановой)
- История Башкортостана. Древность. Средневековье. Уфа, 2010 (соавт.)